# Лаатцен
Лаатцен (нім. Laatzen) — місто в Німеччині, розташоване в землі Нижня Саксонія. Входить до складу району Ганновер.
Площа — 34,05 км2. Населення становить 41 965 ос. (станом на 31 грудня 2021).